# Typhlosaurus lineatus
Typhlosaurus lineatus är en ödleart som beskrevs av  George Albert Boulenger 1887. Typhlosaurus lineatus ingår i släktet Typhlosaurus och familjen skinkar. IUCN kategoriserar arten globalt som livskraftig.

## Underarter
Arten delas in i följande underarter:
- T. l. lineatus
- T. l. jappi
- T. l. richardi
- T. l. subtaeniatus